# Bisdom Solsona
Het bisdom Solsona (Latijn: Dioecesis Celsonensis) is een rooms-katholiek bisdom met als zetel Solsona, in Spanje. Het bisdom is suffragaan aan het aartsbisdom Tarragona.

## Geschiedenis
Het bisdom werd opgericht op 19 juli 1593, uit delen van de bisdommen Urgell en Vic. 

## Parochies
Het bisdom had in 2020 een oppervlakte van 3.536 km2 en telde 139.185 inwoners waarvan 85,0% rooms-katholiek was.

## Speciale gebouwen
- Catedral de Santa Maria, Solsona (kathedraal, basiliek)

## Bisschoppen
- Luis Sans y Códol (3 oktober 1594 - 20 augustus 1612)
- Juan Alvarez Zapata (11 maart 1613 - 13 oktober 1623)
- Miguel Santos de Sampedro (15 april 1624 - 13 november 1630)
- Pedro Puigmartí Funes (16 december  1630 - november 1632)
- Diego Serrano Sotomayor (3 december 1635 - 30 May 1639)
- Pedro (de Santiago) Anglada Sánchez (30 januari 1640 - 14 november 1644)
- Francisco Roger (18 september 1656 - 18 januari 1663)
- Luis de Pons y de Esquerrer (11 augustus 1664 - 4 januari 1685)
- Manuel de Alba (10 september 1685 - 24 augustus 1693)
- Juan Alfonso Valerià y Aloza (8 februari 1694 - 1 juni 1699)
- Guillermo Goñalons (30 maart 1700 - 12 augustus 1708)
- Francisco Dorda (19 februari 1710 - 3 december 1716)
- Pedro Magaña (10 mei 1717 - 9 februari 1718)
- Tomás Broto y Pérez (27 mei 1720 - 8 april 1736)
- José Esteban Noriega (27 januari 1738 - 10 mei 1739)
- Francisco Zarceño Martínez (14 december 1739 - 23 januari 1746)
- José Mezquía Díaz de Arrízola (16 september  1746 - 9 september  1772)
- Rafael Lasala y Locela (15 maart 1773 - 17 juni 1792)
- Agustín (Filippo) Vázquez Varela (17 juni 1793 - 11 februari 1794)
- Pedro Nolasco Mora Mora (12 september 1794 - 1 maart 1811)
- Manuel Benito y Tabernero (19 december 1814 - 25 juli 1830)
- Juan José Tejada Sáenz (2 juli 1832 - 15 juni 1838)
- Valentín Comellas y Santamaría (18 december 1919 - 19 maart 1945)
- Vicente Enrique y Tarancón (25 november 1945 - 12 april  1964)
- José Bascuñana y López (20 mei 1964 - 19 februari  1977)
- Miguel Moncadas Noguera (1 april 1977 - 5 augustus 1989)
- Antonio Deig Clotet (7 maart 1990 - 28 juli 2001)
- Jaume Traserra Cunillera (28 juli 2001 - 3 november 2010)
- Xavier Novell Gomà (3 november 2010 - 23 augustus 2021)
- Francisco Simón Conesa Ferrer (3 januari 2022 - heden)

Tarragona (aartsbisdom) · Gerona · Lleida · Solsona · Tortosa · Urgell · Vic